# Regne d'Il·líria
El Regne d'Il·líria va ser una unitat administrativa de l'Imperi austríac des de 1816 fins a 1849. El centre administratiu del regne es trobava en Ljubljana i incloïa l'oest i centre de l'actual Eslovènia, l'actual estat austríac de Caríntia, i altres territoris en el nord-oest de Croàcia i en el nord-est d'Itàlia (les províncies de Trieste i Gorizia).

## Història
El regne d'Il·líria es va formar després de finalitzar les Guerres napoleòniques, quan el territori de les antigues Províncies Il·líriques, que havien format part del Primer Imperi Francès entre 1809 i 1813, es van annexionar de nou a l'Imperi Austrohongarès. Les reformes legals i administratives portades a terme per les autoritats franceses van transformar l'estructura administrativa d'aquests territoris, pel que les autoritats imperials austríaques van pensar que era millor agrupar la majoria d'elles en una entitat administrativa separada, possibilitant una lenta incorporació al sistema legal, judicial i administratiu austríac.
El regne d'Il·líria es va establir oficialment en 1816. En els primers anys, comprenia el territori, tant en les terres eslovenes i del Regne de Croàcia. Ja en la dècada de 1820, no obstant això, el pre-napoleònic Regne de Croàcia i Eslavònia es va establir de nou, en el qual també els territoris que formaven part del Regne d'Il·líria van ser inclosos. Així, des de la dècada de 1820 des d'ara, al Regne d'Il·líria només s'inclouen les següents províncies tradicionals: el Ducat de Caríntia, el Ducat de Carniola i el Litoral d'Àustria.
En la primavera de les Nacions en 1848, els eslovens presentat una proposta per a incloure la Baixa Estíria en el Regne d'Il·líria, així que la majoria de les terres eslovenes es van unir en una sola entitat administrativa i la idea d'una Eslovènia Units en el que s'assoliria. Peter Kozler dissenyà un mapa d'eixe Regne d'Il·líria ampliat, que més tard es convertiria en un símbol nacional important en el despertar nacional eslovè. La proposta va ser rebutjada. En 1849 el Regne d'Il·líria deixà d'existir com una entitat administrativa independent i els territoris de l'antiga Corona de Caríntia, Carniola i el Litoral d'Àustria foren de nou restablits. Aquesta divisió va durar fins a 1918.